# 펜 효과
펜 효과(Penn effect)는 고소득 국가와 저소득 국가 간의 실질 소득 비율이 시장 환율의 국내 총생산(GDP) 환산에 의해 체계적으로 과장된다는 경제적 발견이다. 이 주제는 펜 월드 테이블(Penn World Table)과 관련이 있으며 적어도 1950년대 이후로 일관된 계량경제의 결과물이었다.
발라사-새뮤얼슨 효과는 신고전주의 경제학에서 펜 효과의 주요 원인으로 인용되는 모델이자 펜 효과의 동의어이다.

## 같이 보기
- 이코노미스트의 빅맥 지수
- 구매력 평가

## 참고문헌
- Paul A. Samuelson (1994). "Facets of Balassa-Samuelson Thirty Years Later," Review of International Economics 2(3), pp. 201–26. (Abstract defining the Penn effect). (This issue has several papers discussing the effect.)